# Liga Juniorów na Żużlu 2010
Drużynowe mistrzostwa Ligi Juniorów na żużlu 2010 – 3. edycja corocznego cyklu tzw. Ligi Juniorów. Mistrzostwa z poprzedniego sezonu broniła Unia Leszno.

## Klasyfikacja końcowa
| Poz | Klub                            | BYD | TOR | WRO | LES | TAR | CZE | ZIE | GOR | Punkty | Małych pkt. |
| --- | ------------------------------- | --- | --- | --- | --- | --- | --- | --- | --- | ------ | ----------- |
| 1   | Caelum Stal Gorzów Wielkopolski | 4   | 6   | 6   |     | 6   | 6   | 5   | 5   | 38     | 163         |
| 2   | Polonia Bydgoszcz               | 6   | 5   | 5   | 4   |     | 4   | 6   | 4   | 34     | 142         |
| 3   | Unia Leszno                     | 0,5 | 3   | 4   | 6   | 2   | 3   |     | 6   | 24,5   | 135         |
| 4   | Unibax Toruń                    | 3   | 4   | 1,5 | 5   | 5   |     | 2,5 | 0   | 21     | 124         |
| 5   | Tauron Azoty Tarnów             | 5   |     | 3   | 1,5 | 3   | 1   | 4   | 3   | 20,5   | 120         |
| 6   | Falubaz Zielona Góra            | 2   | 2   |     | 3   | 4   | 5   | 2,5 | 1,5 | 20     | 125         |
| 7   | Włókniarz Częstochowa           |     | 1   | 0   | 0   | 0   | 2   | 1   | 1,5 | 5,5    | 95          |
| 8   | Betard WTS Wrocław              | 0,5 | 0   | 1,5 | 1,5 | 1   | 0   | 0   |     | 4,5    | 81          |

| Kolor   | Wynik      |
| ------- | ---------- |
| Złoty   | Zwycięzca  |
| Srebrny | 2. miejsce |
| Brązowy | 3. miejsce |